# Wędrowiec (czasopismo)
Wędrowiec – polski ilustrowany tygodnik o tematyce podróżniczo-geograficznej a następnie społeczno-kulturalnej, wydawany w Warszawie od czerwca 1863 do 1906 roku. 

## Historia
Czasopismo Wędrowiec zostało założone przez Józefa Ungra. Jego pierwszym redaktorem (i założycielem) był Władysław Ludwik Anczyc. 
W 1874 redaktorem został Filip Sulimierski, publicysta i późniejszy redaktor Słownika geograficznego Królestwa Polskiego i innych krajów słowiańskich. Pod jego redakcją tygodnik przybrał formę ilustrowanego magazynu geograficznego, w którym publikowano relacje z podróży geograficznych, opisy miejscowości oraz artykułu dotyczące zagadnień przyrodniczych. 
W roku 1884 redakcję tygodnika objął Artur Gruszecki, który zmienił program pisma, dołączając artykuły dotyczące literatury i filozofii oraz  artykuły poruszające kwestie społeczne i polityczne. W latach 1884–1887 do kolegium redakcyjnego tygodnika należał m.in. Adolf Dygasiński. Tygodnik opowiadał się za pozytywizmem i popierał idee rozwoju ekonomicznego Królestwa.  Na jego łamach w 1885 wydrukowano Placówkę Bolesława Prusa.
Szczególną rolę w zespole redakcyjnym pełnili Stanisław Witkiewicz i Antoni Sygietyński, którzy w swoich artykułach krytykowali pozytywistyczną teorię podrzędnej roli pracy artysty w stosunku do innych form ludzkiej działalności oraz zaznajamiali czytelników z nowymi prądami w literaturze i sztukach plastycznych w Europie. Propagowali naturalizm, rozwój przemysłu i antyklerykalizm. Witkiewicz popularyzował również dzieła malarstwa zagranicznego oraz polskich realistów, na przykład Józefa Chełmońskiego i Aleksandra Gierymskiego. W latach 1899–1906 stałym ilustratorem tygodnika był Jan Gwalbert Olszewski, wybitny akwarelista związany z Zachętą, uczeń Wojciecha Gersona.